# Negayan argentina
Negayan argentina là một loài nhện trong họ Anyphaenidae.
Loài này thuộc chi Negayan. Negayan argentina được miêu tả năm 2005 bởi Lopardo.